# United States Africa Command

USAFRICOM:s vapen.

United States Africa Command (USAFRICOM), Förenta Staternas Afrikakommado, är ett av det amerikanska försvarsdepartementets försvarsgrensövergripande militärkommandon som tilldelats ett geografiskt ansvarsområde. USAFRICOM ansvarar för USA:s militära operationer i Afrika, exklusive Egypten. President George W. Bush godkände bildandet av USAFRICOM den 6 februari 2007 och det var operativt den 1 oktober 2008. Innan kommandot bildades 2007 var ansvaret för USA:s militära operationer i Afrika uppdelat mellan U.S. Central Command och U.S. European Command. Högkvarteret för USAFRICOM ligger i Stuttgart.
Operation Odyssey Dawn var kommandots första större operativa insats.

## Försvarsgrenskomponenter
- Armékomponent
  - United States Army Africa (USARAF)
- Flottans komponent
  - United States Naval Forces Africa (NAVAF)
- Flygvapenkomponent
  - U.S. Air Forces, Africa (AFAFRICA/17 AF), del av U.S. Air Forces Europe
- Marinkårskomponent
  - United States Marine Forces Africa (MARFORAF)

## Underlydande militärkommandon
- U.S. Special Operations Command, Africa (SOCAFRICA)
- Combined Joint Task Force – Horn of Africa (CJTF-HOA)

## Lista över militärbefälhavare
| Nr | Porträtt | Namn                         | Försvarsgren   | Tillträdde     | Avgick         |
| -- | -------- | ---------------------------- | -------------- | -------------- | -------------- |
| 1. |          | General William E. Ward      | USA:s armé     | 1 oktober 2007 | 8 mars 2011    |
| 2. |          | General Carter F. Ham        | USA:s armé     | 8 mars 2011    | 5 april 2013   |
| 3. |          | General David M. Rodriguez   | USA:s armé     | 5 april 2013   | 18 juli 2016   |
| 4. |          | General Thomas D. Waldhauser | USA:s marinkår | 18 juli 2016   | 26 juli 2019   |
| 5. |          | General Stephen J. Townsend  | USA:s armé     | 26 juli 2019   | 9 augusti 2022 |
| 6. |          | General Michael Langley      | USA:s marinkår | 9 augusti 2022 | Sittande       |